# Félix Coluccio
Félix Coluccio (Buenos Aires, 23 de agosto de 1911-Buenos Aires, 4 de agosto de 2005) fue un profesor, folclorólogo, investigador folclórico y escritor argentino.

## Biografía
Nacido en el barrio de La Boca. Vivió en Lanús, pero la mayor parte de su vida residió en Villa Pueyrredón. Obtuvo el título de maestro normal en la Escuela Normal Mixta de Avellaneda, de profesor de Geografía en 1933, en el Instituto Superior del Profesorado Dr. Joaquín V. González (ISP), de profesor de Educación Física en el Instituto Superior de Educación Física Enrique Romero Brest (ISEF), y de técnico en conducción educativa en el Instituto Superior de Conducción Educativa (ISCE).
Es considerado uno de los mayores folclorólogos del país; investigador, recopilador, sistematizador y difusor del folclore argentino. Viajó por Austria, Bolivia, Brasil, Chile, Cuba, España, Francia, Italia, México, Paraguay, Perú, Uruguay y la Argentina recopilando documentos relacionados con la cultura autóctona. Los temas de estudio en sus investigaciones incluyeron al gaucho y al indio, la botánica y la zoología, la geografía, el medio rural y el espacio urbano, lo literario y lo tradicional, la época colonial y la actualidad, las costumbres, las artesanías, las fiestas, los juegos, la religión, los mitos y, especialmente, las devociones populares. Su mayor influencia para interesarse profundamente en el tema folclórico fue Augusto Raúl Cortázar, reconocido folclorólogo argentino.

## Cargos
- Profesor de Geografía Humana en el Instituto Superior del Profesorado.
- Profesor fundador y regente de estudios del Liceo Militar General San Martín (sucedió al primer regente, Valentín Mestroni).[7]
- Profesor y director del gabinete de investigaciones folclóricas del Instituto Bernasconi.
- Director de cursos relacionados con el folclore en la Universidad de Belgrano, en la Universidad de Concepción de Chile, en el Ateneo de Estudios Folclóricos de Paraguay, y en varias entidades de Uruguay y la Argentina.
- 1973-1974. Director del Fondo Nacional de las Artes.
- 1974-1975. Subsecretario de Cultura de la Nación.
- 1982. Es elegido presidente de la Fundación Liceana.
- 1984-1991. Director del Fondo Nacional de las Artes. Segundo período.[1][2][4]

## Membrecías
- Miembro de la Sociedad de Arqueología de La Paz, Bolivia.
- Miembro del Instituto Histórico e Geográfico de Alagoas (IHGAL), Brasil.
- Miembro correspondiente de la Sociedad de Etnografía y Folklore de Madrid, España.
- Miembro correspondiente del Instituto Histórico e Geográfico de Minas Gerais, Belo Horizonte, Brasil.
- Miembro de la Academia Nacional del Tango desde 1999.
- Miembro de la Academia Nacional de Geografía.[1]

## Publicaciones
Sus hijos -Jorge Raúl, Amalia Mercedes, Susana Beatriz y Marta Isabel- fueron colaboradores en muchos de sus libros. Sus diccionarios se convirtieron en obra de consulta de académicos de letras; en 2003 se tomaron como referencia en la realización del Diccionario del habla de los argentinos, publicado por la Academia de Letras. Fue también colaborador en diversas publicaciones de América Latina.
- 2005. Cultura popular y tradicional de la República Argentina. Ediciones Corregidor.
- 2001. Devociones populares argentinas y americanas. ISBN 978-950-05-1361-6
- 2001. Diccionario folklórico de la flora y fauna de América. ISBN 978-950-94-1390-0
- 1993. Cuentos, leyendas y tradiciones. Ilustraciones de Diego Puga.  OCLC 30791977
- 1993. Aproximación a la raíz folklórica en la novelística latinoamericana.
- 1988. Diccionario de juegos infantiles latinoamericanos. Con Marta Isabel Coluccio.
- 1987. El diablo en la tradición oral de Iberoamérica. Con Marta Isabel Coluccio. ISBN 978-950-05-1265-7
- 1987. Cuentos de Pedro Urdemoles. Con Marta Isabel Coluccio.
- 1987. Los potros de la libertad: cuentos de raíz folklórica.
- 1986. Cultos y canonizaciones populares de Argentina. ISBN 978-950-94-1310-8
- 1986. Folklore infantil. Con Marta Isabel Coluccio. ISBN 978-950-05-0904-6
- 1985. Cuentos folklóricos iberoamericanos. Con Marta Isabel Coluccio. Buenos Aires: Editorial Plus Ultra. 94 p. ISBN 978-950-21-0715-8
- 1984. Fauna del terror en Latinoamérica. Con Marta Isabel Coluccio.
- 1983. Diccionario de creencias y supersticiones argentinas y americanas. Con Marta Isabel Coluccio.
- 1981. Cuentos folklóricos para niños. Con Marta Isabel Coluccio. OCLC 17564426
- 1979. Diccionario de voces y expresiones argentinas. Buenos Aires: Editorial Plus Ultra. 223 p. OCLC 6443141
- 1972. Fiestas, celebraciones, recordaciones, mercados y ferias populares y/o tradicionales de la República Argentina.
- 1967. Folklore del noroeste: paisaje y pintura. Con Tomás di Taranto y Jorge Raúl Coluccio.
- 1966. Enciclopedia folklórica americana e ibérica.
- 1965. Folklore para la escuela. Con Amalia Mercedes Coluccio.
- 1963. La enseñanza del folklore (impreso con mimeógrafo).
- 1962. Guía de folkloristas. Buenos Aires: Dirección General de Cultura, República Argentina. 31 p. OCLC 760442815
- 1960. (Biografía de) el seibo: flor nacional argentina. Con Adolfo Dembo y A. Vivante. Buenos Aires: Cesarini. 195 p. OCLC 3654414
- 1954. Fiestas y costumbres de América. Buenos Aires: Editorial Poseidón. 127 p. OCLC 459846753
- 1954. Diccionario del folklore americano. Contribución. OCLC 640716049
- 1953. Antología ibérica y americana del folklore.
- 1951. Folkloristas e instituciones folklóricas del mundo.
- 1948. Folklore y nativismo. Con Gerardo Schiaffino.
- 1948. Diccionario folklórico argentino.
- 1948. Folklore de las Américas: primera antología. Buenos Aires: El Ateneo. Prólogo de Augusto Raúl Cortázar. OCLC 601731399
- 1947. Diccionario geológico minero.
- 1945. Vocabulario geográfico. Con Florentino Duarte.

## Premios y reconocimientos
- 2004. Premio Konex de Platino, en el rubro Folclore.[10]
- 2004. Vara de mando de Hatun Yachoq Kamayoq de la Sociedad Científica Andina de Folklore de Lima, Perú.
- 2002. Pluma de Oro del Pen Club Internacional.
- 2002. Medalla de Oro del Colegio de Abogados de La Matanza
- 2001. Premio Internacional Fernando Ortiz, otorgado por la Fundación homónima de Cuba.[11]
- 2001. premio de Honor de la Sociedad Argentina de Escritores (SADE).
- 2000. El Instituto Nacional de Antropología y Pensamiento Latinoamericano lo nombra Maestro de Arte y Cultura.
- 1999. Ciudadano Emérito de la Cultura Argentina, declaración otorgada por la Secretaría de Cultura de la Nación.
- 1998. Gran Diploma de Honor del Congreso Nacional e Internacional de Folklore, en Lima, Perú.
- 1997. La Cámara de Diputados de la Nación lo nombra Mayor Notable de la Cultura Argentina.
- 1997. Luna de Plata del Fondo Nacional de las Artes en el rubro Trayectoria en Folklore.
- 1997. Socio de Honor del Grupo Literario Encuentro. Sociedad de Escritores del Chubut.
- 1990. El Liceo Militar General San Martín lo distingue con la Orden al Mérito.
- 1984. Premio Konex de Platino, en el rubro Folklore.[12]
- 1982. Medalla de Honor del municipio de Calabria.
- 1980. Proclamado «Vecino Eminente» de Villa Pueyrredón, Buenos Aires.
- 1980. Nombrado Comendador de la comunidad de Regio de Calabria.[1][9]
- 1975. Recibe la Llave de la ciudad de la ciudad de Salta, otorgada por el Ministerio de Educación.
- 1960. Condecoración del Gobierno del Brasil.
- 1954. Medalla de Plata Silvio Romero, de San Pablo, Brasil.